# Ледава
Леда́ва (словен. Ledava) — река в Австрии, Словении, Венгрии и Хорватии, приток Муры.
Длина реки — 76 км. Эта самая большая река в регионе Помурска (северо-восток Словении) и крупнейший приток реки Муры в Словении.
Река берёт своё начало в Австрии, в месте Лендва Бах (Lendva Bach) и течёт на юго-восток. На территорию Словении Ледава входит, протекая около холма Кугли, самой высокой вершиной Прекмурья (418 метров над уровнем моря), и далее течёт на юг. Около населённого пункта Ропоча впадает в искусственное озеро Ледавско. Затем река вытекает из озера, являясь единственной рекой, вытекающей из него. В своём нижнем течении Ледава протекает через города Мурска-Собота и Лендава.
У Ледавы есть несколько притоков (в основном, левых), крупнейший из которых — Большой Крк, а самый длинный — Кобилье. Путь Ледавы заканчивается на границе Венгрии, Хорватии и Словении как левый приток реки Муры.